# Argyrodes flavescens
Argyrodes flavescens là một loài nhện trong họ Theridiidae.
Loài này thuộc chi Argyrodes. Argyrodes flavescens được Octavius Pickard-Cambridge miêu tả năm 1880.

## Hình ảnh

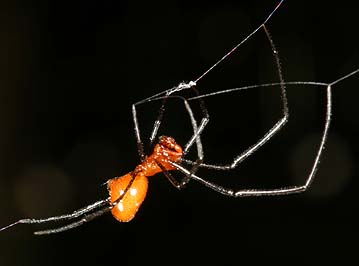
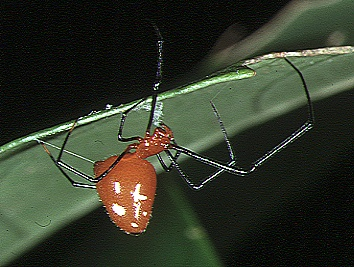
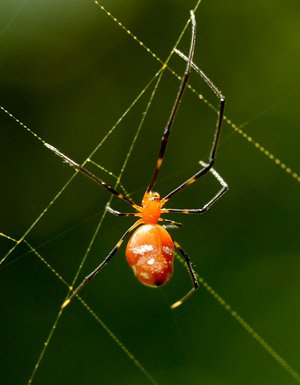
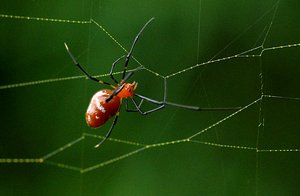